# 울주 분기점
울주 분기점(蔚州分岐點, Ulju Junction, 울주JC)은 울산광역시 울주군 청량읍 삼정리에 설치된 함양울산고속도로와 동해고속도로가 만나는 분기점이자 함양울산고속도로의 종점이다. 2020년 12월 11일에 개통되었다.

## 역사
- 2014년 6월 2일 : 2020년까지 분기점 신설을 위해 울산광역시 울주군 관리계획시설 교통광장에 청량면 삼정리 일원을 고시[1]
- 2020년 12월 11일 : 함양울산고속도로 밀양 분기점 ~ 울주 분기점 개통과 함께 통행개시[2]

## 구조물 정보
전형적인 Y자형 입체 교차로로 건설되었다.
- 위치 : 울산광역시 울주군 청량읍 삼정리

## 특징
- 하이패스를 이용하는 차량은 통행료가 중간 정산되는데,동해고속도로의 통행료는 1000원 비싸게,한국도로공사의 통행료는 1000원 저렴하게 결제된다.

## 접속하는 노선

### 함양방면
- 함양울산고속도로 (11번)

### 부산・영덕방면
- 동해고속도로 (5-1번)